# Состояние исступления
«Состояние исступления» (англ. State of Grace, иные варианты перевода:Состояние веры, Адская кухня, Адский котёл) — криминальная драма режиссёра Фила Джоану. Премьера фильма состоялась 14 сентября 1990 года.

## Сюжет
После десяти лет отсутствия Терри Нунан возвращается в Адскую кухню, родной район Нью-Йорка, находящийся во внегласном владении ирландцев. Его тепло встречает Джеки, друг детства, брат которого Фрэнки заправляет ирландской преступной группировкой, а сестра Кэтлин — давняя любовь Терри. Проблема в том, что Нунан — полицейский под прикрытием, и ему нелегко выбирать между чувством долга, дружбой и любовью.

## В ролях
| Актёр            | Персонаж        |
| ---------------- | --------------- |
| Шон Пенн         | Терри Нунан     |
| Гэри Олдмен      | Джеки Флэннери  |
| Робин Райт       | Кэтлин Флэннери |
| Эд Хэррис        | Фрэнки Флэннери |
| Джон Си Райли    | Стив МакГуайр   |
| Р. Д. Колл       | Пэт Николсон    |
| Джо Витерелли    | Борелли         |
| Марко Сен-Джон   | Джимми Кавелло  |
| Дирдри О’Коннелл | Ирэн            |
| Джон Туртурро    | Ник             |
| Бёрджесс Мередит | Финн            |

## Съёмочная группа
- Режиссёр-постановщик: Фил Жоану
- Сценарист: Дэннис Макинтайр
- Оператор: Джордан Кроненуэт
- Продюсеры: Нед Дауд, Рэнди Остроу, Рон Ротхолц
- Композитор: Эннио Морриконе
- Художники-постановщики: Даг Крейнер, Патриция фон Бранденштайн
- Монтажёр: Клэр Симпсон
- Звукорежиссёры: Дэди Дорн, Клэр Фриман, Роберт Хайн, Блейк Лей, Стюарт Стенли, Майкл Стейнфелд

## Саундтрек
1. The Pogues — White City
2. Lone Justice — Ways To Be Wicked
3. U2 — Trip Through Your Wires
4. Sinéad O'Connor — Drink Before The War
5. Orquesta Immensidad — Vete Mujer
6. Van Morrison — Moondance
7. Eileen Reed and The Cadets — I Gave My Wedding Dress Away
8. The Rolling Stones — Street Fighting Man
9. Guns N' Roses — Sweet Child O' Mine
10. Lyle Lovett — I Loved You Yesterday
11. Peter Ilyitch Tchaikovsky — Swan Lake

## Интересные факты
- Сюжет частично основан на истории реальной нью-йоркской банды «Westies».
- Многие эпизоды основаны на воспоминаниях и признаниях различных нью-йоркских гангстеров.
- Слоганы фильма: «The Irish Mob in New York» (Банда ирландцев в Нью-Йорке), «A family ripped apart by violence. A love corrupted by betrayal. A friendship stained by blood.» (Семья, разрозненная насилием. Любовь, сломанная предательством. Дружба, окропленная кровью), «The Irish mob in Hell’s Kitchen.» (Банда ирландцев в Адской Кухне)
- В сцене, где Джеки знакомит свою подружку с Терри, звучит музыка рок-группы U2. Примечательно, что режиссёр картины Фил Джоану в 1988 году снял фильм-концерт этой группы U2: Rattle and Hum, а позднее видеоклип на её песню «One» (1992).
- Слово «fuck» произносится в картине в различных вариациях 210 раз, то есть приблизительно 1.6 раз в минуту.
- Первоначально предполагалось, что роль Фрэнки Флэннери исполнит Билл Пуллман. Однако он не стал приводить себя в надлежащую физическую форму, и в итоге его заменил Эд Харрис, который с трудом согласился на участие в картине, поскольку он ещё не отошёл от травм, полученных на съемках фильма «Бездна».
- Сборы в США — $1.9 млн.